# توماس سميث (لاعب كرة قدم بريطاني)
توماس سميث (بالإنجليزية: Thomas Smith)‏ (1869 في المملكة المتحدة - ) هو لاعب كرة قدم بريطاني (وحمل سابقاً جنسية المملكة المتحدة لبريطانيا العظمى وأيرلندا) في مركز الدفاع. لعب مع شيفيلد يونايتد ونادي بارنسلي.